# Tom Cruise

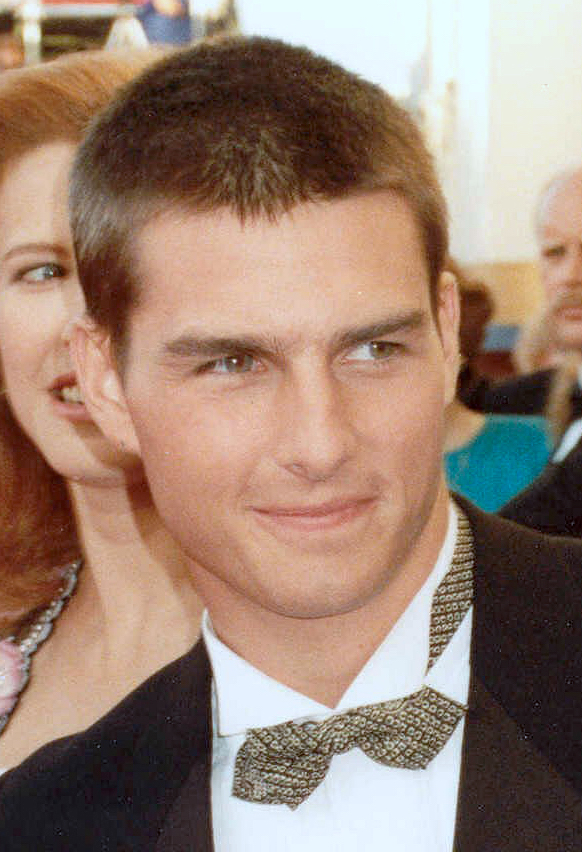
Tom Cruise (1989)

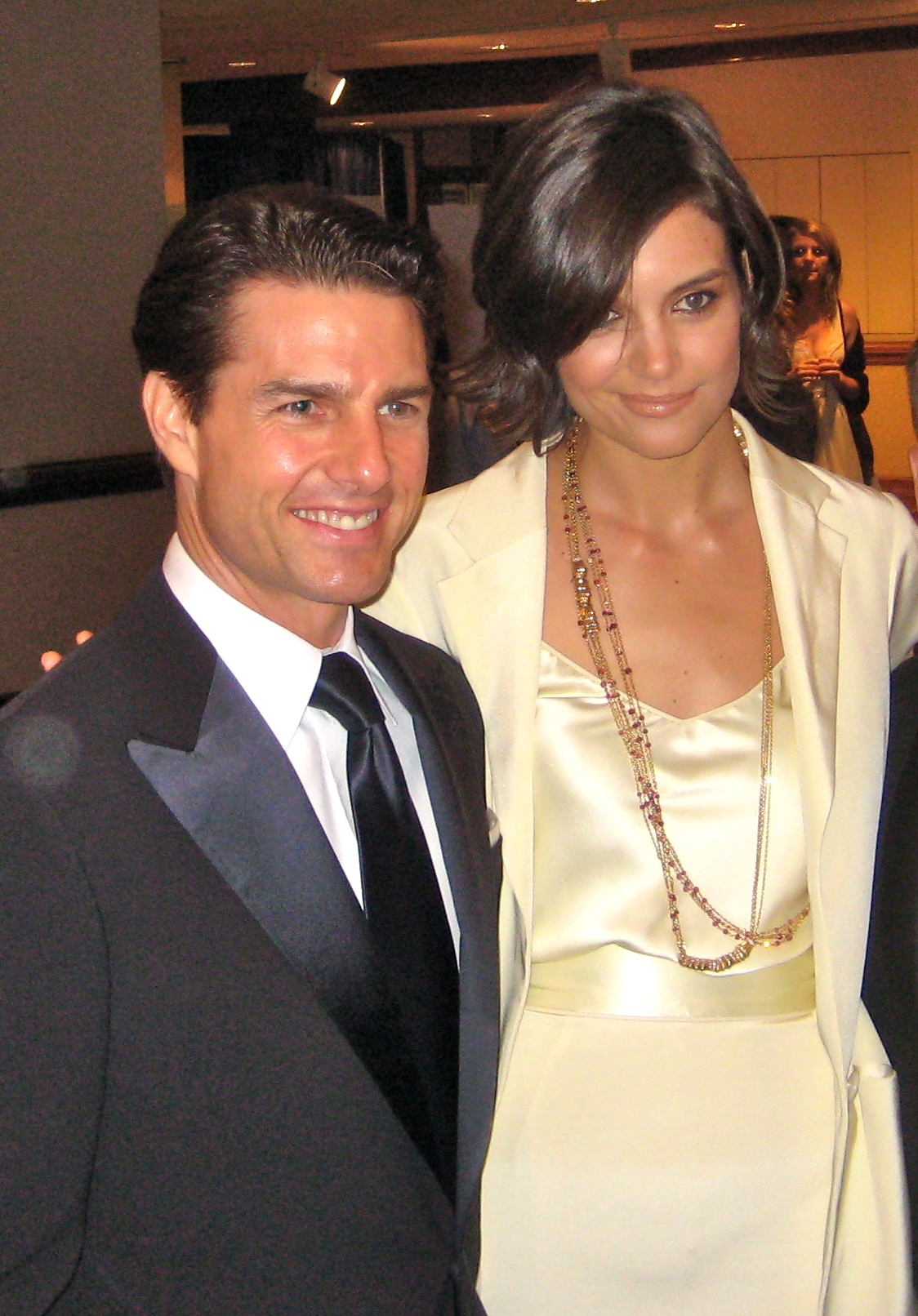
T. Cruise i K. Holmes (2009)

Tom Cruise, właśc. Thomas Cruise Mapother IV (ur. 3 lipca 1962 w Syracuse) – amerykański aktor i producent filmowy, odtwórca roli Ethana Hunta w serii filmów akcji Mission: Impossible.
Za początek wielkiej kariery aktora uważa się nominowaną do Złotego Globu rolę w filmie Ryzykowny interes (1983). Światową sławę zdobył rolą pilota Mavericka w filmie Top Gun (1986). Był czterokrotnie nominowany do Oscara – za role w filmach Urodzony 4 lipca (1989), Jerry Maguire (1996) i Magnolia (1999) oraz produkcję filmu Top Gun: Maverick (2022).
16 października 1986 otrzymał własną gwiazdę w Alei Gwiazd w Los Angeles znajdującą się przy 6912 Hollywood Boulevard.

## Młodość
Urodzony w Syracuse w stanie  Nowy Jork jako trzecie dziecko, jedyny syn z czworga dzieci Mary Lee (z domu Pfeiffer; 1936–2017), nauczycielki pedagogiki specjalnej, i Thomasa Cruise’a Mapothera III (1934–1984), inżyniera elektronika. Dorastał z trzema siostrami: Lee Anne De Vette (ur. 1959), Marian (ur. 1961) i Cass (ur. 1963). Ojciec rozszedł się z matką, gdy Tom miał 12 lat. Gdy Tom był już sławnym aktorem, wynajął detektywa, by ten znalazł jego ojca. Znalazł go w szpitalu chorego na raka.
W ciągu kilku lat rozpoczynał naukę w 15 szkołach w USA i Kanadzie. Ostatecznie osiedlił się w Glen Ridge w stanie New Jersey, wraz z matką i ojczymem, Joe Southem. Uczęszczał do Packanack School w Wayne, w New Jersey, krótko był uczniem St. Xavier High School w Louisville, w stanie Kentucky i dorabiał jako roznosiciel dziennika „Kurier Louisville”. Miał problemy z nauką i z kontaktami z rówieśnikami. Poczucie alienacji pogłębiła dysleksja, na którą cierpiał jeszcze na początku kariery aktorskiej.
Myślał o karierze w sporcie, lecz kontuzja kolana w drużynie zapaśników przekreśliła plany. Prosto z ulicy zgłosił się na aktorskie przesłuchanie i otrzymał rolę w musicalu Faceci i lalki (Guys and Dolls). Po ukończeniu w czerwcu 1980 Glen Ridge High School i rezygnacji z planów zostania księdzem (przez rok był w seminarium franciszkańskim), studiował aktorstwo pod kierunkiem Phila Gushee w renomowanej Neighborhood Playhouse School of Theatre.

## Kariera
Karierę filmową rozpoczął od udziału w melodramacie Franco Zeffirelliego Niekończąca się miłość (Endless Love, 1981) z Brooke Shields, Shirley Knight i Jamesem Spaderem. Następnie wystąpił obok Matta Dillona i Patricka Swayze w dramacie kryminalnym Francisa Forda Coppoli Outsiderzy (The Outsiders, 1983).
Sławę zdobył jako zdemoralizowany Joel Goodsen, który dostaje się na ekskluzywny Uniwersytet Princeton w komedii kryminalnej Ryzykowny interes (Risky Business, 1983) z Rebeccą De Mornay. Apogeum kariery osiągnęł przy okazji premiery melodramatu sensacyjnego Tony’ego Scotta Top Gun (1986). Przed realizacją filmu, choć cierpiał na chorobę lokomocyjną, odbył jako pasażer serię lotów myśliwcem, a w 1994 w Toronto otrzymał licencję pilota.
Na planie dramatu sportowego Martina Scorsese Kolor pieniędzy (The Color of Money, 1986) jego partnerem filmowym był Paul Newman. Przez kilka lat grywał amantów, aż w 1988 wcielił się w postać egoisty, który opiekując się chorym bratem (w tej roli Dustin Hoffman), uczy się bezinteresowności, w przygodowym komediodramacie Rain Man. W 1989 został nominowany do nagrody Oscara za rolę weterana wojny w Wietnamie w biograficznym dramacie wojennym Urodzony 4 lipca (Born on the Fourth of July) Olivera Stone’a. W 1990 został okrzyknięty przez „People” najseksowniejszym mężczyzną świata, a w 1991 był czwartym najlepiej opłacanym aktorem na świecie (z honorarium w wysokości 9 mln dol.).
Kolejne filmy: Wywiad z wampirem (Interview with the Vampire: The Vampire Chronicles, 1994), Mission: Impossible (1996), Jerry Maguire (druga nominacja do Oscara, 1996) i Magnolia (trzecia nominacja do Oscara, 1999) ugruntowały jego pozycję jako aktora o dużych możliwościach, który nie korzysta z dublerów i kaskaderów.
Był na okładkach „Time”, „Life”, „GQ”, „People”, „Entertainment Weekly”, „Stern”, „Bravo”, „Esquire”, „Interview”, „Harper’s Bazaar”, „Rolling Stone”, „Details”, „The Hollywood Reporter”, „Vanity Fair”, „Film”, „Newsweek”, „Paris Match”, „Tele Świat”, „Viva!” i „Gala”.

## Życie prywatne
W latach osiemdziesiątych Cruise spotykał się z Diane Cox, Melissą Gilbert, Heather Locklear, Rebeccą De Mornay, Patti Scialfą i Cher. Potem poznał aktorkę Mimi Rogers, którą poślubił 9 maja 1987. 4 lutego 1990 rozwiedli się.
W 1990, na planie filmu Szybki jak błyskawica (Cole Trickle), poznał Nicole Kidman, z którą się ożenił 24 grudnia 1990. Adoptowali dwoje dzieci: w styczniu 1993 Isabellę Jane (ur. 22 grudnia 1992) i w lutym 1995 Connora Antony’ego (ur. 17 stycznia 1995). 8 sierpnia 2001 rozwiedli się.
Po związkach z poznaną na planie filmu Vanilla Sky (2001) aktorką Penélope Cruz (2001–2004) i Nazanin Boniadi oświadczył się w 2005 aktorce Katie Holmes, z którą ma córkę Suri (ur. 18 kwietnia 2006 w Los Angeles). Pobrali się 18 listopada 2006 w średniowiecznym zamku warownym Odescalchi w Bracciano. 28 czerwca 2012 Holmes złożyła pozew o rozwód, żądając wyłącznej opieki nad Suri.
W latach dziewięćdziesiątych zainteresował się scjentologią i z czasem został aktywnym członkiem organizacji scjentologów, co doprowadziło do licznych kontrowersji wokół jego osoby.

## Filmy i zarobki
| Rok  | Tytuł                                     | Rola                     | Przychód (w $)   | Gaża (w $)               | Uwagi                                                                                       |
| ---- | ----------------------------------------- | ------------------------ | ---------------- | ------------------------ | ------------------------------------------------------------------------------------------- |
| 1981 | Niekończąca się miłość                    | Billy                    | 32 492 674       |                          |                                                                                             |
| 1981 | Szkoła kadetów                            | David Shawn              | 35 856 053 (USA) | 50 000                   |                                                                                             |
| 1983 | Outsiderzy (Wyrzutki)                     | Steve Randle             | 25 697 647 (USA) |                          |                                                                                             |
| 1983 | Tracąc to                                 | Woody                    | 1 246 141 (USA)  | 15 000                   |                                                                                             |
| 1983 | Wszystkie właściwe posunięcia             | Stefen „Stef” Djordjevic | 17 233 166 (USA) |                          |                                                                                             |
| 1983 | Ryzykowny interes                         | Joel Goodson             | 63 541 777 (USA) | 75 000                   | nominacja do Złotego Globu dla najlepszego aktora komediowego                               |
| 1985 | Legenda                                   | Jack O’ The Green        | 15 502 112 (USA) | 500 000                  |                                                                                             |
| 1986 | Top Gun                                   | Pete "Maverick" Mitchell | 353 816 701      | 2 000 000                |                                                                                             |
| 1986 | Kolor pieniędzy                           | Vincent Lauria           | 52 293 982 (USA) | 1 000 000                |                                                                                             |
| 1988 | Koktajl                                   | Brian Flanagan           | 171 504 781      | 3 000 000                |                                                                                             |
| 1988 | Młode strzelby                            | cowboy                   |                  |                          | epizod (niewymieniony w czołówce)                                                           |
| 1988 | Rain Man                                  | Charlie Babbitt          | 354 825 435      | 5 000 000 + % zysku      |                                                                                             |
| 1989 | Urodzony 4 lipca                          | Ron Kovic                | 161 001 698      |                          | Złoty Glob dla najlepszego aktora w dramacie nominacja do Oscara dla najlepszego aktora     |
| 1990 | Szybki jak błyskawica                     | Cole Trickle             | 157 920 733      | 9 000 000                |                                                                                             |
| 1992 | Za horyzontem                             | Joseph Donnelly          | 137 783 840      | 13 000 000               |                                                                                             |
| 1992 | Ludzie honoru                             | Daniel Kaffee            | 243 240 178      | 12 500 000               | nominacja do Złotego Globu dla najlepszego aktora                                           |
| 1993 | Firma                                     | Mitch McDeere            | 270 248 367      | 12 000 000               |                                                                                             |
| 1994 | Wywiad z wampirem                         | Lestat de Lioncourt      | 223 664 608      | 15 000 000               |                                                                                             |
| 1996 | Mission: Impossible                       | Ethan Hunt               | 457 696 359      | 70 000 000               |                                                                                             |
| 1996 | Jerry Maguire                             | Jerry Maguire            | 273 552 592      | 20 000 000               | Złoty Glob dla najlepszego aktora komediowego nominacja do Oscara dla najlepszego aktora    |
| 1999 | Oczy szeroko zamknięte                    | Bill Harford             | 162 091 208      | 20 000 000               |                                                                                             |
| 1999 | Magnolia                                  | Frank T.J. Mackey        | 48 451 803       | 100 000                  | Złoty Glob dla najlepszego aktora nominacja do Oscara dla najlepszego aktora drugoplanowego |
| 2000 | Mission: Impossible II                    | Ethan Hunt               | 546 388 105      | 75 000 000               |                                                                                             |
| 2001 | Vanilla Sky                               | David Aames              | 203 388 341      | 20 000 000 + 30% zysków  | jest także producentem                                                                      |
| 2002 | Raport mniejszości                        | John Anderton            | 353 600 000      | 25 000 000+              |                                                                                             |
| 2003 | Ostatni samuraj                           | kapitan Nathan Algren    | 456 758 981      | 25 000 000 + % zysku     | nominacja do Złotego Globu dla najlepszego aktora; jest także producentem                   |
| 2004 | Zakładnik                                 | Vincent                  | 217 764 291      |                          |                                                                                             |
| 2005 | Wojna światów                             | Ray Ferrier              | 591 745 528      | 100 000 000 (20% zysków) |                                                                                             |
| 2006 | Mission: Impossible III                   | Ethan Hunt               | 397 850 012      | 75 000 000               | jest także producentem                                                                      |
| 2007 | Ukryta strategia                          | senator Jasper Irving    | 59 072 652       |                          | jest także producentem                                                                      |
| 2008 | Jaja w tropikach                          | Les Grossman             | 187 964 083      |                          | nominacja do Złotego Globu dla najlepszego aktora drugoplanowego                            |
| 2008 | Walkiria                                  | Claus von Stauffenberg   | 200 276 784      | 33 670 550               | film oparty na prawdziwej historii                                                          |
| 2010 | Wybuchowa para                            | Roy Miller               | 261 930 436      | 11 000 000 + % z zysków  |                                                                                             |
| 2011 | Mission: Impossible – Ghost Protocol      | Ethan Hunt               | 506 747 000      | 12 500 000 + % z zysków  |                                                                                             |
| 2012 | Rock of Ages                              | Stacee Jaxx              |                  |                          |                                                                                             |
| 2012 | Jack Reacher: Jednym strzałem             | Jack Reacher             |                  |                          | produkcja                                                                                   |
| 2013 | Niepamięć                                 | Jack Harper              |                  |                          |                                                                                             |
| 2014 | Na skraju jutra                           | major William Cage       |                  |                          |                                                                                             |
| 2015 | Mission: Impossible – Rogue Nation        | Ethan Hunt               |                  |                          |                                                                                             |
| 2016 | Jack Reacher: Nigdy nie wracaj            | Jack Reacher             |                  |                          |                                                                                             |
| 2017 | Mumia                                     | Nick Morton              |                  |                          |                                                                                             |
| 2017 | Barry Seal: Król przemytu                 | Barry Seal               |                  |                          |                                                                                             |
| 2018 | Mission: Impossible – Fallout             | Ethan Hunt               |                  |                          |                                                                                             |
| 2022 | Top Gun: Maverick                         | Pete "Maverick" Mitchell |                  |                          | nominacja do Oscara za najlepszy film (jako producent)                                      |
| 2023 | Mission: Impossible – Dead Reckoning      | Ethan Hunt               |                  |                          |                                                                                             |
| 2025 | Mission: Impossible – The Final Reckoning | Ethan Hunt               |                  |                          |                                                                                             |

Informacje o zarobkach za IMDb.
Informacje o zyskach pochodzą z boxofficemojo.com.

## Odznaczenia

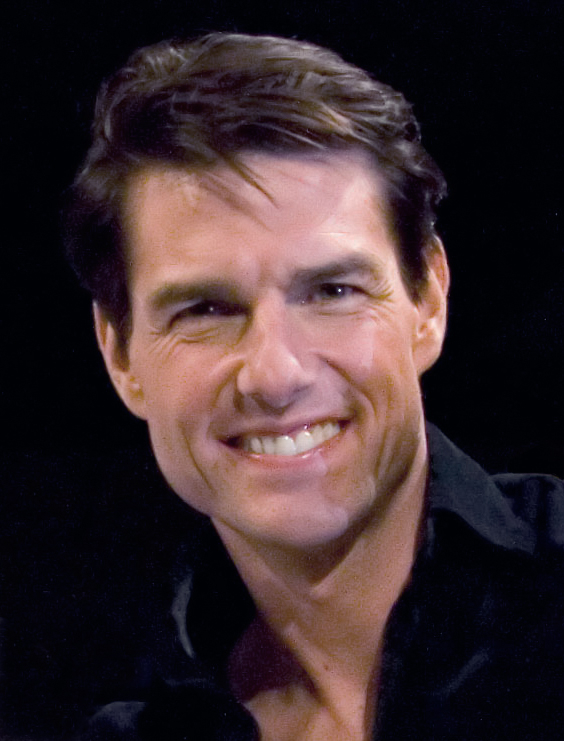
Cruise (2008)

- Navy Distinguished Public Service Award(inne języki) – 2024[21]